# Husaybah
Husaybah (arabisk: حسيبة) er en irakisk by, der ligger i provinsen Al Anbar langs floden Eufrat ved grænsen til Syrien. 
Tidligere har den haft op imod 300.000 indbyggere,[kilde mangler] men det anslås, at der nu bor ca 15.000,[kilde mangler] primært sunnimuslimer. Byen ligger i Al Anbar-provinsen, og har været skueplads for heftige kampe mellem de amerikanske styrker og irakiske oprørere. 
Byen er hjemsted for den amerikanske militærbase Camp Gannon. Med Operation Jerntæppe (Operation Steel Curtain) blev byen sikret af en kombination af irakiske hærenheder og amerikanske marinesoldater.
I december 2005 blev der for første gang siden Saddam Husseins regime afholdt frie valg i byen. Valgdeltagelsen lå på over 70 procent.